# Джеймс Грін
Джеймс Малькольм Грін (англ. James Malcolm Green; нар. 19 грудня 1992, Бруклін, Нью-Йорк) — американський борець вільного стилю, срібний та бронзовий призер чемпіонатів світу, дворазовий чемпіон та срібний призер Панамериканських чемпіонатів, володар та срібний призер Кубків світу.

## Життєпис
Боротьбою почав займатися з 1999 року. У 2014 році завоював срібну медаль чемпіонату світу серед студентів.
Виступає за борцівський клуб «Sunkist Kids» зі Скоттсдейла — передмістя Фінікса. Тренери — Браян Снайдер, Марк Маннінг.
З 2011 до 2016 років навчався в Університеті Небраски.

## Спортивні результати на міжнародних змаганнях

### Виступи на Чемпіонатах світу
| Змагання                        | Збірна | Вагова категорія          | Місце  |
| ------------------------------- | ------ | ------------------------- | ------ |
| Чемпіонат світу з боротьби 2015 | США    | вільна боротьба, до 70 кг | Бронза |
| Чемпіонат світу з боротьби 2016 | США    | вільна боротьба, до 70 кг | 7      |
| Чемпіонат світу з боротьби 2017 | США    | вільна боротьба, до 70 кг | Срібло |
| Чемпіонат світу з боротьби 2018 | США    | вільна боротьба, до 70 кг | 13     |

### Виступи на Панамериканських чемпіонатах
| Змагання                                   | Збірна | Вагова категорія          | Місце  |
| ------------------------------------------ | ------ | ------------------------- | ------ |
| Панамериканський чемпіонат з боротьби 2016 | США    | вільна боротьба, до 65 кг | Срібло |
| Панамериканський чемпіонат з боротьби 2017 | США    | вільна боротьба, до 70 кг | Золото |
| Панамериканський чемпіонат з боротьби 2018 | США    | вільна боротьба, до 70 кг | Золото |

### Виступи на Кубках світу
| Змагання                    | Збірна | Вагова категорія          | Місце  |
| --------------------------- | ------ | ------------------------- | ------ |
| Кубок світу з боротьби 2016 | США    | вільна боротьба, до 70 кг | 4      |
| Кубок світу з боротьби 2017 | США    | вільна боротьба, до 70 кг | Срібло |
| Кубок світу з боротьби 2018 | США    | команда                   | Золото |

### Виступи на інших змаганнях
| Змагання                                        | Збірна | Вагова категорія                 | Місце  |
| ----------------------------------------------- | ------ | -------------------------------- | ------ |
| Літня Універсіада 2013                          | США    | вільна боротьба, до 66 кг        | 12     |
| Чемпіонат світу з боротьби серед студентів 2014 | США    | вільна боротьба, до 70 кг        | Срібло |
| Гран-прі Іспанії з боротьби 2015                | США    | вільна боротьба, до 70 кг        | Золото |
| Меморіал Вацлава Циолковського 2016             | США    | вільна боротьба, до 70 кг        | Бронза |
| Гран-прі Іспанії з боротьби 2016                | США    | вільна боротьба, до 70 кг        | Золото |
| Київський Міжнародний турнір з боротьби 2017    | США    | вільна боротьба, до 70 кг        | Золото |
| Гран-прі Іспанії з боротьби 2017                | США    | вільна боротьба, до 70 кг        | Золото |
| Beat the Streets 2018                           | США    | multiple Style Event, до LL70 кг | Золото |
| Турнір Аланії з боротьби 2018                   | США    | вільна боротьба, до 70 кг        | Бронза |
| Гран-прі «Іван Яригін» 2019                     | США    | вільна боротьба, до 70 кг        | 7      |